# Hans Berlage
Hans Berlage (* 1896; † 14. Juni 1984) war ein deutscher Architekt, Stadtplaner und Baubeamter.

## Leben
Berlage war in den 1930er Jahren Leiter des Stadtplanungsamtes der damals noch selbstständigen Stadt Altona (Elbe). Mit der Eingemeindung Altonas in die Freie und Hansestadt Hamburg wurde Berlage 1938 Mitarbeiter der Stadtplanung Hamburgs, dessen Abteilung West er ab 1943 leitete. Von 1940 bis 1945 war er auch für das Büro von Konstanty Gutschow tätig. Nach Kriegsende war er Leiter des Stadtplanungsamtes Hamburg. In diese Zeit fällt sein Innenstadtkonzept für den Generalbebauungsplan von 1947, das er zusammen mit Friedrich Ostermeyer erstellte. 1950 übernahm er die Leitung des Bauamtes Hamburg-Nord. Am 30. Juni 1953 trat er in den vorzeitigen Ruhestand.

## Schriften
- Die Wahrzeichen der Stadt Hadersleben. In: Schleswig-Holsteinisches Jahrbuch (1921), S. 88–93.
- Die Erbauung des Schlosses Hansburg bei Hadersleben (1557–88). In: Zeitschrift der Gesellschaft für Schleswig-Holsteinische Geschichte. Bd. 53 (1923), S. 1–54 (Digitalisat).
- Das Schloß Hansburg bei Hadersleben unter Christian IV. (1588–1644). In: Zeitschrift der Gesellschaft für Schleswig-Holsteinische Geschichte. Bd. 54 (1924), S. 305–371 (Digitalisat).
- Altona. Ein Stadtschicksal. Broschek, Hamburg 1937.